# 7 SOUL
『7 SOUL』（セブンソウル）はFolderの2枚目のオリジナル・アルバム。2000年3月23日に発売された。発売元はavex tune。

## 解説
前作『THE EARTH』から1年4ヶ月ぶりのアルバム。メインボーカルのDaichiが変声期に差しかかり、アルバム内でも声質にかなりの差が出ている。AKINAの初単独ボーカル曲となった「BAD ROUTING」を収録している。ジャケットは井上三太によるメンバーのイラストレーション。

## 収録曲
特記以外　作詞・作曲・編曲：小森田実
1. Reality (Folder featuring Daichi)
  - ボーカル：Daichi
2. Lady Butterfly
  - ボーカル：Daichi
3. Everlasting Love (Folder featuring Daichi)
  - ボーカル：Daichi
4. 太陽だった
  - ボーカル：Daichi
5. サヨナラガイエナイ
  - 作詞：黒須チヒロ　作曲・編曲：今井了介
  - ボーカル：Daichi
6. YOU MAKE ME FEEL BRAND NEW (Folder featuring Daichi)
  - 作詞・作曲：Thomas Randolph Bell、Linda Creed　編曲：大槻英宣
  - スタイリスティックス「誓い」(You Make Me Feel Brand New)のカバー。
  - ボーカル：Daichi、AKINA
7. BAD ROUTING
  - 作詞・作曲・編曲：大槻英宣
  - ボーカル：AKINA
8. I WANT YOU BACK (english ver.)
  - 作詞・作曲：Berry Gordy Jr、Alphonso Mizell、Frederick Ferren、Deke Richards　編曲：今井了介
  - ボーカル：Daichi
9. Glory Glory (7 SOUL Version)
  - 作詞：三井ゆきこ　作曲・編曲：長岡成貢
  - ボーカル：Daichi、AKINA
10. Crazy for you
  - ボーカル：Daichi
11. BOHEMIAN RHAPSODY
  - 作詞・作曲：フレディ・マーキュリー　編曲：長岡成貢
  - クイーン「Bohemian Rhapsody」のカバー。
  - ボーカル：Daichi
12. I WANT YOU BACK (DJ HASEBE REMIX)
  - 作詞・作曲：Berry Gordy Jr、Alphonso Mizell、Frederick Ferren、Deke Richards
  - ボーカル：Daichi
13. HELLOW AGAIN (TINYVOICE YOUNG SOUL REMIX)
  - 作詞：小林和子
  - ボーカル：Daichi
14. Everlasting Love (P.K.G MIX)
  - 訳詞：Megmity
  - ボーカル：Daichi